# Гурашвили, Георгий Китесович
Георгий Китесович Гурашвили (1921 год, село Земо-Мачхаани, Сигнахский уезд, ССР Грузия — неизвестно, село Земо-Мачхаани, Грузинская ССР) — звеньевой колхоза имени Тельмана Лагодехского района, Грузинская ССР. Герой Социалистического Труда (1948).

## Биография
Родился в 1921 году в крестьянской семье в селе Земо-Мачхаани Сигнахского уезда. После окончания сельской школы трудился рядовым колхозником в местном колхозе до призыва в 1942 году в Красную Армию по мобилизации. Участвовал в Великой Отечественной войне. Воевал в составе 20-й отдельной сапёрной роты 109-го укреплённого района 35-й Армии на Дальневосточном фронте. В августе 1945 году освобождал Маньчжурию от японских захватчиков. После демобилизации возвратился на родину. Трудился звеньевым полеводческого звена колхоза имени Тельмана Лагодехского района.
В 1947 году звено под его руководством собрало в среднем с каждого гектара по 23,3 центнера табачного листа с площади 8 гектаров. Указом Президиума Верховного Совета СССР от 29 августа 1949 года удостоен звания Героя Социалистического Труда за «получение в 1947 году высокого урожая сортового зелёного чайного листа и табака» с вручением ордена Ленина и золотой медали «Серп и Молот» (№ 828).
Этим же указом званием Героя Социалистического Труда были удостоены председатель колхоза Георгий Виссарионович Натрошвили (лишён звания в 1962 году), бригадир Георгий Захарович Мчедлишвили и звеньевой Георгий Константинович Хуцишвили.
За выдающиеся трудовые достижения по итогам работы в 1948 году был награждён вторым Орденом Ленина и за 1949 год — Орденом Трудового Красного Знамени.
После выхода на пенсию проживал в родном селе Земо-Мачхаани. Дата смерти не установлена (после 1985 года).
Награды
- Герой Социалистического Труда
- Орден Ленина — дважды (1948; 03.05.1949)
- Орден Отечественной войны 1 степени (11.03.1985)
- Орден Трудового Красного Знамени (03.07.1950)
- Медаль «За боевые заслуги» (09.09.1945)